# Дмитрий Михайлович Боброк Волынский
Дми́трий Миха́йлович Бобро́к Волы́нский, или Дми́трий Миха́йлович Бобро́к Волы́нец (умер после 1389) — безудельный князь, боярин и воевода великого князя Дмитрия Ивановича Донского. Родом с Волыни, но его точное происхождение неизвестно. В 1360-х годах перебрался в Москву на службу к великому князю, где занял ведущее место среди московских бояр. Проявил себя как талантливый полководец, с его именем связаны многие выдающиеся победы. В 1380 году Дмитрий Михайлович был воеводой засадного полка в Куликовской битве, решившего её судьбу. Последнее достоверное упоминание о князе относится к 1389 году.
Дмитрий Михайлович считается родоначальником дворянских родов Волынских и Вороных, впоследствии Вороные-Волынские. Ряд историков отождествляют его с Дмитрием Кориатовичем.

## Происхождение
Дмитрий Михайлович происходил с Волыни. В исторических документах его точное происхождение не указывается. Существует несколько гипотез его происхождения.
В родословных росписях сведения о происхождении Дмитрия отсутствуют. В «Бархатной книге» он показан с княжеским титулом. Позднейшие исследователи не пытались оспорить это известие, современной историографией оно признаётся как факт. Однако вопрос о том, из какой княжеской династии происходил Дмитрий — Рюриковичей или Гедиминовичей, остаётся открытым.
Г. А. Власьев, который первым из исследователей занимался изучением истории родов Волынских и Вороных, скептически относился к княжескому происхождению Дмитрия Михайловича. В то же время он высказал версию, что прозвище Дмитрия — Боброк — может быть связано с местом, откуда он родом: на Волыни неподалёку от Львова располагается местечко Бобрка на реке Боберка. По мнению Власьева, Дмитрий мог быть мелким владетельным князем. Упоминает Дмитрия Михайловича без титула князя и С. М. Соловьёв, однако вопрос о происхождении Дмитрия он не поднимал. В грамоте 1372 года в числе бояр Дмитрия Донского Дмитрий Михайлович упоминается без княжеского титула. В то же время в летописях Дмитрий Михайлович упоминается с княжеским титулом. В. Л. Янин предполагал, что титулование князем связано с тем, что Дмитрий был зятем великого князя. Но по мнению А. В. Кузьмина, занимавшегося исследованием истории некоторых родов, лишившихся княжеского титула, в том числе и Волынских, в актах отражался только служебный статус, а в летописях отмечалась повседневная социальная деятельность людей.

### Гипотеза о происхождении от Гедимина
Многие исследователи считали, что Дмитрий принадлежал к династии Рюриковичей. Однако в конце XIX века П. Н. Петров и А. В. Экземплярский выдвинули гипотезу, по которой Дмитрий происходил из династии Гедиминовичей. В качестве отца Дмитрия указывался один из сыновей Гедимина по имени Кориат, в крещении Михаил. Эта точка зрения была поддержана многими исследователями, в частности Г. В. Вернадским и В. А. Кучкиным. Существует также версия, что Дмитрий был сыном другого Гедиминовича — волынского князя Михаила Любартовича, внука Гедимина. Кроме того, в статье о Дмитрии в «Русском биографическом словаре» Дмитрий отождествляется не только с Дмитрием Кориатовичем, но и с Дмитрием Алибуртовичем. Князя Дмитрия Алибуртовича В. О. Ключевский посчитал сыном Любарта Гедиминовича. Его точка зрения была поддержана И. А. Голубцовым. Однако ни Ключевский, ни Голубцов не отождествляли Дмитрия Михайловича и Дмитрия Алибуртовича.
Тем не менее гипотеза происхождения Дмитрия от Гедимина оспаривается рядом историков. А. В. Кузьмин, который изначально поддерживал традиционную версию происхождения Дмитрия от Кориата, позже её отверг.

### Гипотеза Кузьмина
В своей работе, посвящённой роду Волынских, Кузьмин подробно проанализировал источники по биографии Дмитрия Михайловича Боброка Волынского. В статье «Рогожского летописца» за 1356 год указывается, что «Того же лета князь великий Иван Иванович отдалъ за Корьядова сына въ Литвоу». Более поздняя «Никоновская летопись» в этом месте сообщает, что великий князь Иван II Иванович отдал дочь «в Литву за Кариадова сына, внука Гедиманова». Н. М. Карамзин на основании неизвестного источника сообщает, что в это время великий князь Иван II выдал замуж дочь за князя Дмитрия Кориатовича, племянника Ольгерда. В то же время в родословии Волынских указывается, что великий князь Дмитрий Иванович Донской (сын Ивана II Ивановича) выдал за Дмитрия Михайловича Боброка Волынского «сестру свою княжну Анну». Возможно, что именно на основании сопоставления этих известий и был сделан вывод о том, что Дмитрий Михайлович является одним лицом с Дмитрием Кориатовичем.
Но по мнению Кузьмина, Дмитрий Кориатович и Дмитрий Михайлович — разные князья. Судя по прозвищу, владения последнего располагались на Волыни, в то время как князья Кориатовичи были владетельными князьями в Подольской земле. На Волыни кроме Гедиминовичей сохраняли владетельные права и местные князья, среди которых можно отметить князей Острожских, которые по устоявшейся версии были Рюриковичами — потомками либо турово-пинских, либо галицких князей (потомками Даниила Галицкого). Среди сыновей князя Даниила Острожского упоминаются Михаил и Дмитрий Даниловичи. Они упоминаются в числе погибших в битве на Ворскле 12 августа 1399 года. Причём некоторые летописи называют Дмитрия «князем Волынским». На основании этого Кузьмин считает, что Дмитрий Михайлович, имевший то же прозвание «Волынский», был близким родственником князей Острожских, принадлежал к младшей линии рода. По его мнению, прозвание младших представителей рода отражало не владетельные права на Волынь, а принадлежность к волынской династии.
Кузьмин также попытался восстановить, кем мог быть Михаил, отец Дмитрия Михайловича. По его мнению, Михаил мог быть братом князя Даниила Острожского. В 1334/1349 году великий князь Литовский Ольгерд, желая заручиться военной помощью Золотой Орды против Польши, направил посольство к хану Джанибеку, которое возглавлял его брат Кориат. Но, по сообщению московского летописца, туда же направились послы великого князя Владимирского Симеона Гордого, которые обвинили Ольгерда в том, что «Олгердъ со братьею улус его вотчину князя великого испустошилъ», после чего хан велел выдать послов Ольгерда послам Симеона, которые отвезли пленников в Москву. Только в 1350 году Симеон примирился с Ольгердом, отпустив послов. Вместе с Кориатом в посольстве участвовал «литовский князь» Михаил. Ю. Вольф высказал предположение, что это мог быть пинский князь Михаил Наримунтович, но его владения располагались далеко от польской границы. По мнению Кузьмина, более вероятно, что отправившийся в посольстве князь Михаил мог быть отцом Дмитрия Михайловича, владения которого как раз находились вблизи границы. Однако полной уверенности в том, что эта гипотеза правильна, нет.

## Биография

### На службе у московских князей
Ранние годы Дмитрия источниками не освещаются, однако исследователи пытались реконструировать его биографию. По мнению Г. А. Власьева, Дмитрий мог быть владельцем Бобрки и окрестностей. В середине XIV века польский король Казимир III Великий стремился овладеть Волынью, поэтому эта местность была опустошена, неоднократно переходя от литовцев к полякам и наоборот. Не имея возможности оборонять свои владения или не желая подчиняться польскому королю, Дмитрий мог бросить их и перейти на службу к великим князьям Владимирским.
Автор статьи в «Русском биографическом словаре» упоминает, что Дмитрий сначала оказался на службе у нижегородского князя Дмитрия Константиновича, который сделал его тысяцким, а уже от него перешёл на службу к Дмитрию Донскому. Это известие восходит к местной грамоте Дмитрия Константиновича Суздальского, которую приводит С. М. Соловьёв. В ней говорится о местническом споре князя волынского Дмитрия Алибуртовича, которого Соловьёв считал одним лицом с Дмитрием Михайловичем, с князем Иваном Васильевичем «городецким». Грамоту датируют 1367/1368 годом. Она дошла до нашего времени в двух списках. Ранний, более краткий список датирован 1721 годом, именно в нём упоминается Дмитрий Алибуртович. В более полном списке, датированном 1733 годом, его имя отсутствует. Хотя и существуют сомнения в достоверности этой грамоты, поскольку институт местничества известен на Руси только с середины XV века, В. О. Ключевский это мнение опровергает, считая полный список копией действительно существовавшей грамоты, которая хранилась в Печерском монастыре Нижнего Новгорода. Список 1721 года был создан, по мнению Ключевского, во время процесса над Артемием Волынским (потомком Дмитрия Михайловича), его основой могла служить копия протографа списка 1733 года.
Точно неизвестно, когда именно Дмитрий Михайлович появился в Москве. Родословные сообщают, что Дмитрий Михайлович выехал с двумя сыновьями, Борисом и Давыдом, после чего великий князь Дмитрий Донской выдал за него свою сестру. В ранних родословных дата выезда не указана. С. Б. Веселовский упоминает, что по родословным Дмитрий Михайлович выехал на Куликовскую битву, однако сам придерживается мнения, что выехал он намного раньше, поскольку летописи упоминают его на московской службе с 1371 года. В Архивском III списке первого извода редакции родословной книги в 43 главы с приписными, в основе которого лежит «Государев родословец», указано, что Дмитрий Михайлович появился летом 6888 (1380) года. Однако эта дата является вставочной и взята, скорее всего, из «Сказания о Мамаевом побоище» без привлечения данных летописей. В. А. Кучкин считает, что Дмитрий Михайлович появился в Москве в 1366—1369 годах.
В то время, когда Дмитрий Михайлович оказался на московской службе, произошла «реорганизация военной службы» в Московском княжестве. В это же время произошло усиление «военного значения „двора“ великого князя, состоящего из бояр и слуг вольных».
На службе у Дмитрия Донского Дмитрий Михайлович достаточно быстро занял заметное место в окружении великого князя, выдавшего в итоге за него свою сестру. Кроме того, он проявил себя как талантливый воевода. В 1371 году произошёл военный конфликт между Дмитрием Донским и рязанским князем Олегом Ивановичем. В битве при Скорнищево московская армия, которой командовал Дмитрий Михайлович, нанесла сокрушительное поражение Олегу, который был вынужден временно отказаться от титула князя Рязанского — на его место был посажен пронский князь Владимир Дмитриевич, союзник московского князя.
В 1372 году Дмитрий Михайлович указан первым среди бояр, которые во время договора с Ольгердом и его союзниками из Смоленска и Твери целовали крест как представители Дмитрия Донского и его двоюродного брата, серпуховского князя Владимира Андреевича.
В 1376 году участвовал в успешном походе на Волжскую Булгарию. Там он вместе с сыновьями суздальского князя Василием Кирдяпой и Иваном 16 марта нанёс поражение правителям Булгара — эмиру Хасан-хану и ордынскому ставленнику Мухаммад-Султану. В результате победы был получен откуп в 5000 рублей.
9 декабря 1379 года Дмитрий Михайлович вместе с князьями Владимиром Андреевичем Серпуховским и Андреем Ольгердовичем отправился в поход в Брянское княжество. В итоге были захвачены города Трубчевск и Стародуб, а также ряд других владений. Одним из результатов этой военной кампании стало то, что правивший до этого в Трубчевске князь Дмитрий Ольгердович перешёл со своим двором на московскую службу.

### Куликовская битва
Одним из самых известных фактов биографии Дмитрия Михайловича является его участие в Куликовской битве 8 сентября 1380 года. Согласно «Сказанию о Мамаевом побоище» к тому моменту он уже «нарочит бысть полководецъ велми».
Вместе с великим князем Дмитрием Донским Дмитрий Михайлович обдумывал расположение войск и тактику битвы. «Сказание о Мамаевом побоище» приводит эпизод, в котором сообщается о том, как он слушал землю:
И пакы рече: «И еще ми есть примета искусити». И сниде с коня и приниче к земли десным ухом на долг час. Въстав, и пониче и въздохну от сердца. И рече князь великий: «Что есть, брате Дмитрей?» Он же млъчаше и не хотя сказати ему, князь же великий много нуди его. Он же рече: «Едина бо ти на плъзу, а другая же — скръбна. Слышах землю плачущуся надвое: едина бо сь страна, аки некаа жена, напрасно плачущися о чадех своих еллиньскым гласом, другаа же страна, аки некаа девица, единою възопи велми плачевным гласом, аки в свирель некую, жалостно слышати велми. Аз же преже сего множество теми приметами боев искусих, сего ради ныне надеюся Милости Божиа — молитвою Святых страстотръпец Бориса и Глеба, сродников ваших, и прочих Чюдотворцов, русскых поборников, аз чаю победы поганых татар. А твоего христолюбиваго въиньства много падеть, нъ обаче твой връх, твоа слава будеть».
Во время битвы, вместе с серпуховским князем Владимиром Андреевичем, Дмитрий Михайлович командовал засадным полком, вступившим в битву только через 5 часов после её начала, вовремя «направлени разумным своим воеводою». Атака Засадного полка оказалась очень успешной и своевременной — она была нанесена с тылу, и татаро-монголы её не ожидали. Их конница была загнана в реку и уничтожена, остальные в ужасе бежали. Эта атака решила исход битвы и привела к победе русских войск.
После боя Дмитрий Донской сказал Дмитрию Михайловичу:
Въистину, Дмитрие, не ложь твои примѣты, подобает ти всегда въеводою быти.
Вклад Дмитрия Михайловича в победу русской армии в Куликовской битве и его полководческий дар остались в памяти потомков.
Возвратившаяся с победой армия была торжественно встречена в Коломне. Там в честь победы, по мнению ряда исследователей, Дмитрий Михайлович основал Бобренев монастырь. Сведения об основании монастыря в 1380-е годы подтверждаются археологическим изучением строений монастыря. Возможно, что монастырь был семейным — потомки Дмитрия имели земельные владения в этих местах.

### Последующие годы
После Куликовской битвы биографических сведений о Дмитрии Михайловиче очень мало. В источниках он упоминается только однажды: между 13 апреля и 16 мая 1389 года он как первый боярин подписался на духовной Дмитрия Донского. После этого сведения о нём исчезают.
Г. В. Вернадский обратил внимание на то, что в «Никоновской летописи» в числе князей, погибших в битве на Ворскле 12 августа 1399 года, названы князья Дмитрий и Лев Кориатовичи, хотя в других летописях в перечне погибших князей указан только Лев. Вернадский, отождествляя Дмитрия Кориатовича и Дмитрия Михайловича, предположил, что после того, как хан Тохтамыш подчинил себе Дмитрия Донского, сторонники борьбы с татарами, в том числе Дмитрий Михайлович вместе с сыновьями Ольгерда Андреем и Дмитрием, перешли на службу к Витовту, найдя в нём единомышленника. Хотя реконструкция Вернадским биографий Андрея и Дмитрия Ольгердовичей, а также Дмитрия Михайловича противоречит другим источникам, она принимается рядом историков.
Но далеко не все согласны с этой версией. В. Л. Янин на основании родословцев Волынских и синодика Клопского монастыря (ок. 1650 года) постарался восстановить последующие факты биографии Дмитрия. В родословце Волынских рассказывается о трагедии, произошедшей в семье Дмитрия: его сын, родившийся от брака с сестрой Дмитрия Донского, в пятнадцатилетнем возрасте упал с коня и разбился насмерть. По реконструкции Янина, под впечатлением от этой трагедии Дмитрий и его жена ушли из мирской жизни. Янин считает, что монашеским именем Дмитрия стало Максим и что он умер не ранее начала XV века. Эта реконструкция встретила доброжелательные отзывы в российской историографии. Кроме того, данная реконструкция противоречит отождествлению Дмитрия Михайловича и Дмитрия Кориатовича.
В то же время А. В. Кузьмин постарался развить и уточнить реконструкцию Янина. Для этого он привлёк данные Ростовского синодика, в котором среди лиц, умерших в начале XV века, упоминается «князь Дионисий Волынский». Кузьмин предположил, что здесь имеется в виду именно Дмитрий Михайлович Боброк и что умер он до 1411 года. По его мнению, монашеским именем Дмитрия было Дионисий, а имя Максим относится не к Дмитрию, а к одному из его сыновей.

## Брак и дети
Некоторые источники сообщают, что Дмитрий был бездетен, однако это противоречит сведениям родословных.
Согласно родословным, Дмитрий был женат дважды. Имя первой жены неизвестно, на ней Дмитрий женился ещё на Волыни. От этого брака родилось двое сыновей:
- Борис Дмитриевич Волынский, в некоторых родословных указан боярином[38][52][62], но документального упоминания о его боярстве нет[37]. Борис князем не писался и стал родоначальником дворянского рода Волынских[62][63], имея шесть сыновей: Семёна, Осипа (бездетен), Полуехта. Селивана. Михаила, Михаила.
- Давыд Дмитриевич Вороной, в некоторых родословных указан боярином[38][52][62], но документального упоминания о его боярстве нет[37]. Давыд князем не писался и стал родоначальником дворянского рода Вороных-Волынских[62][63] имея сына Григория.

Уже после приезда в Москву Дмитрий Михайлович женился на сестре великого князя Владимирского Дмитрия Донского. Согласно родословным, её звали Анна. Точно не установлено, когда это произошло. Р. Г. Скрынников предположил, что это произошло после 1379 года, но А. В. Кузьмин относит событие на более раннюю дату. Достоверно известно об одном сыне от этого брака:
- Василий, согласно родословным в пятнадцатилетнем возрасте упал с коня и разбился насмерть[37].

В. Л. Янин на основании анализа синодика Клопского монастыря выдвинул гипотезу, что сыном Дмитрия был святой Михаил Клопский. Эту гипотезу постарался уточнить А. В. Кузьмин, по мнению которого Михаил Клопский скорее был внуком Дмитрия. Отца Михаила Клопского звали Максим, по мнению Кузьмина он мог быть сыном Дмитрия, не попавшим в родословцы, поскольку род от него и его сына не пошёл.

## В культуре
Дмитрий Михайлович Боброк является одним из героев цикла исторических романов Д. М. Балашова «Государи московские». Также он упоминается во многих исторических романах, повествующих о Куликовской битве.
Боброку посвящён четырёхтомный роман Владимира Кожевникова «Забытый».